# Christoph Heinrich von Festenberg und Pakisch
Christoph Heinrich von Festenberg und Pakisch (geb. 26. März 1694 in Eisdorf, Fürstentum Breslau; gest. 11. September 1772 in Töppendorf, Kreis Strehlen) war ein preußischer Landrat.

## Leben
Christoph Heinrich von Festenberg und Pakisch war der Sohn des Christoph von Festenberg und Pakisch (* 4. Januar 1664 in Jenkau; † 28. April 1706 in Striegau), Erbherr auf Eisdorf, und dessen Ehefrau Maria Juliane, geb. von Seidlitz auf Schimmelwitz (1658–1696). Im Jahr 1713 immatrikulierte er sich in Altdorf, wechselte 1714 nach Halle und hielt sich ab 1720 in der Liegnitzer Ritterakademie auf. 1761 wurde er Nachfolger von George Heinrich Sigismund von Festenberg und Packisch als Landrat im Kreis Goldberg. Das Amt übte er bis 1764 aus, sein Nachfolger wurde nach einer mehrjährigen Vakanz Friedrich Reinhard von Redern und Probsthayn im Jahr 1770.

## Persönliches
Christoph Heinrich von Festenberg und Pakisch war Erbherr auf Moschendorf und Töppendorf. Er war zwei Mal verheiratet, jedoch ist nur der Name der zweiten Ehefrau, Anna Barbara Helene, geb. von Festenberg und Pakisch (1705–1780) bekannt.